# 1160
سنة 1160 كانت سنة كبيسة تبدأ يوم الجمعة من التقويم اليولياني.

## أحداث
- الخليفة يوسف المستنجد بالله يعتلي عرش الخلافة العباسية في بغداد.
- رينالد شاتيلون أمير أنطاكية يقوم بغارة نهب في وادي الفرات في مرعش للاستيلاء على الماشية والخيول والجمال من الفلاحين المحليين. وفي طريق عودته إلى أنطاكية، تعرض هو وحاشيته لهجوم من قبل المحاربين الزنكيين. وتم إسقاط رينالد من حصانه وتم أسره وإرساله إلى حلب حيث تم وضعه في السجن.[1]
- الربيع – أرسل الإمبراطور مانويل الأول (كومنينوس) سفارة بقيادة جون كونتوستيفانوس إلى القدس، لتطلب من الملك بلدوين الثالث ترشيح إحدى أميرات الولايات الصليبية، كعروس للإمبراطور الأرمل. والمرشحتان هما ماريا الأنطاكيية البالغة من العمر 15 عامًا، وميليسندي من طرابلس. يقترح بالدوين ميليسيندي، ويبدأ شقيقها الكونت ريموند الثالث في جمع مهر ضخم. ويكون السفراء غير راضين، ويؤخرون الزواج لأكثر من عام. ويسمعون شائعات حول ولادة ميليسيندي، بناءً على خيانة والدتها (الكونتيسة هوديرنا من القدس)، وبالتالي احتمال عدم شرعية ميليسيندي.[2]
- 25 يناير – الملك فريدريك الأول (بربروسا) يستولي على كريما بعد حصار دام ستة أشهر، كجزء من حملته ضد دول المدن الإيطالية المستقلة. وسُمح لنحو 20 ألف ناجٍ بمغادرة المدينة بكل ما يمكنهم حمله قبل نهب كريما وإحراقها تمامًا.[3] وتُظهر تكلفة الحصار (أكثر من 2000 مارك فضي) وتصميم فريدريك على فرضه خلال فصل الشتاء قدرته على الاحتفاظ بالقوات في الميدان وإبقاء حلفائه في صفه.[4]
- 18 مايو – قُتل إريك يدفاردسون (إريك التاسع)، وبعد ذلك أعلن قاتله ماغنوس هنريكسن نفسه ملكًا على السويد باسم ماغنوس الثاني. لكنه قُتل بدوره في العام التالي. وسرعان ما يُمجد إريك كقديس. وعلى الرغم من أنه لم يتم تطويبه رسميًا من قبل البابا ألكسندر الثالث، إلا أنه أصبح في النهاية قديس السويد.
- تم التبرع بقطعة أرض في ميهولجانيك إلى فرسان الهيكل، الذين قاموا ببناء دير في منطقة زديليا القريبة. هذا هو أول ذكر تاريخي لفرسان المعبد في كرواتيا والمجر.[5]
- أوتوكار الثالث يؤسس بلدة شبينتال على سيمرنغ Spital am Semmering (في النمسا الحديثة). وقام ببناء مستشفى واستكمل استعمار المنطقة المحيطة بنهري تريسن وجولزن.
- في غضون أسابيع من وفاة زوجته الثانية الملكة كونستانس ملكة قشتالة، يتزوج الملك لويس السابع من أديلا من شامبانيا، ابنة الكونت ثيوبالد الثاني (العظيم).
- بدأ هجوم برتغالي كبير في منطقة ألينتيخو ضد المرابطين.[6] تأسست مدينة تومار على يد غوالديم بايس، السيد الأكبر لفرسان الهيكل.
- الموحدون يستولون على المهدية (في تونس الحديثة) من النورمان بعد نجاح بحري مهم بالقرب من المدينة، ضد التعزيزات المسيحية القادمة من صقلية.[7]
- معاهدة تجارية بين الخلافة الموحدية وجمهورية بيزا تفتح موانئ شمال أفريقيا أمام تجار توسكان.
- حصار قصر سانجو: شنت قوة متمردة (حوالي 500 رجل) بقيادة ميناموتو نو يوشيتومو هجومًا ليليًا على الإمبراطور نيجو. وقاموا باختطاف الإمبراطور المتقاعد جو شيراكاوا وأشعلوا النار في القصر في كيوتو.[8]
- توفي الإمبراطور دارانيندرافارمان الثاني وخلفه ابن عمه ياسوفارمان الثاني كحاكم لإمبراطورية الخمير (كمبوديا الحديثة).

## مواليد
- ابن الأثير الجزري
- الأفضل بن صلاح الدين
- الحاكم [وضح من هو المقصود ؟] يعقوب المنصور
- 4 أكتوبر – أليس من فرنسا، ابنة لويس السابع (ت 1220)
- 3 ديسمبر – كونراد من كيرفورت، أسقف ألماني (ت 1202)
- أبو يوسف يعقوب المنصور، الخليفة الموحدي (ت 1199)
- أدولف الثالث، كونت شاومبورج وهولشتاين (ت. 1225)
- أليس كورتيناي، نبيلة فرنسية (ت. 1218)
- علي بن الأثير، مؤرخ وكاتب سيرة عربي (ت. 1233)
- عزرئيل جيرونا، زعيم يهودي كاتالوني (ت. 1238)
- بياتريس من فيينوا، كونتيسة سافوي (ت. 1230)
- برتولد الخامس، نبيل ألماني ( أسرة تسرينغن) (ت. 1218)
- كادنيت، شاعر وتروبادور فرنسي
- ديفيد كيمهي، حاخام ونحوي فرنسي (ت. 1235)
- دولسي من أراغون، ملكة البرتغال (ت 1198)
- إيشيفا من إبلين، ملكة قبرص (ت. 1196)
- يودوكيا كومنين، نبيلة فرنسية (ت 1203)
- هارتمان الأول، كونت فورتمبيرغ (ت. 1240)
- إيزاك الأعمى، حاخام وكاتب فرنسي (ت. 1235)
- جون هيكسهام، مؤرخ إنجليزي (ت. 1209)
- جون ماثا، كاهن وقديس فرنسي (ت. 1213)
- كونوي موتوميتشي، نبيل ياباني (ت. 1233)
- ما يوان، رسام المناظر الطبيعية الصيني (ت. 1225)
- ميستوين الأول، دوق بوميرانيا
- باريسيوس (أو باريسيو)، كاهن وقديس إيطالي (ت. 1267)
- فيليب المستشار، لاهوتي فرنسي (ت. 1236)
- رودولف الأول، كونت توبنغن (ت. 1219)
- ساساكي تاكاتسونا، ساموراي ياباني (ت. 1214)
- سيبيلا (أو سيبيل)، ملكة القدس (ت 1190)
- سراج الدين السكاكي، عالم فارسي (ت. ١٢٢٩)
- تايرا نو كوريموري، جنرال ياباني (ت. 1184)
- تايرا نو نوريتسوني، نبيل ياباني (ت. 1185)
- تمار الكبرى، ملكة جورجيا
- فلاديسلاوس الثالث، دوق بوهيميا

## وفيات
- ابن قزمان الزجال الأندلسي
- الإدريسي، مؤسس علم الجغرافيا
- محمد المقتفي لأمر الله
- 12 مارس – المقتفي، خليفة الخلافة العباسية (و. 1096) [9]
- 3 أبريل – ويليام فيتزالان، نبيل بريتوني (و. 1105)
- 27 أبريل – رودولف الأول، كونت بريغينز وتشور (و. 1081)
- 18 مايو
  - إيريك التاسع (المقدس)، ملك السويد (و. 1120)
  - ابن القلانيسي، سياسي ومؤرخ عربي
- 31 مايو – ميكتيلديس من إديلشتيتن، رئيسة دير ألمانية
- 23 يوليو – الفائز بنصر الله، الخليفة الفاطمي (و. 1149)
- 4 أكتوبر – كونستانس القشتالية، ملكة فرنسا (و. 1141)
- 22 ديسمبر – فوجيوارا نو ناريكو، إمبراطورة اليابان (و. 1117)
- دارانندرافارمان الثاني، الحاكم الكمبودي لإمبراطورية الخمير
- فوجيوارا نو ميتشينوري، نبيل ياباني (و. 1106)
- فوجيوارا نو نوبويوري، نبيل ياباني (و. 1133)
- غونزالو فرنانديز دي ترابا، نبيل غاليسي
- هيلينا من سكوفد، نبيلة وقديسة سويدية
- هيرمان الثالث (العظيم)، نبيل ألماني (و. 1105)
- هيرمان من كارينثيا، عالم فلك ألماني (و. 1100)
- هيو كانديدوس، راهب ومؤرخ إنجليزي (و. 1095)
- ابن قزمان، شاعر وأديب أندلسي (ت. 1087)
- محساتي، شاعرة وكاتبة فارسية (و. 1089)
- ميناموتو نو توموناجا، ساموراي ياباني (و. 1144)
- ميناموتو نو يوشيهيرا، نبيل ياباني (و. 1140)
- ميناموتو نو يوشيتومو، جنرال ياباني (و. 1123)
- نيكولوت، أمير أوبوتريت ( آل مكلنبورغ) (و. 1090)
- بيتر لومبارد، أسقف ولاهوتي فرنسي (و. 1096)
- فيليب الفرنسي، أمير فرنسي ورئيس شمامسة (و. 1132)
- ريموند دو بوي، فارس فرنسي وسيد كبير (و. 1083)
- روبرت الأول (نوستيل)، قس نورماندي ورئيس (و. 1100)
- صوفي من فينتسنبورغ، نبيلة ألمانية (و. 1105)